# صادق بیگدلی
صادق بیگدلی عضو تیم ملی والیبال نشسته ایران است.

## افتخارات
در بازیهای پارالمپیک تابستانی ۲۰۱۲ لندن، وی به همراه تیم ملی والیبال ایران با شکست روآندا، بریتانیا، روسیه، بوسنی و هرزگوین، چین، برزیل به دیدار پایانی راه یافت. اما در این مسابقه با شکست برابر بوسنی و هرزگوین نایب قهرمان شد و نشان نقره را به گردن آویخت.
همچنین به همراه تیم ملی والیبال نشسته ایران برای شرکت در بازی‌های پارالمپیک تابستانی ۲۰۱۶ عازم ریودوژانیرو شد، و توانست با شکست بوسنی و هرزگوین در دیدار نهایی به مقام قهرمانی مسابقات و نشان طلا دست یابد.
وی در پارالمپیک‌های توکیو (۲۰۲۰) و پاریس (۲۰۲۴) نیز در قهرمانی تیم ملی والیبال نشسته ایران سهیم بود.